# Trimeniaceae

## Системи класификације фамилије
Кронквистов систем (1981)
ред 
поткласа 
класа 
раздео 
Торнов систем (1992)
ред 
надред 
поткласа 
класа 
Далгренов систем 
ред 
надред 
поткласа 
класа 
Енглеров систем (1964)
ред 
поткласа  Archychlamydeae
класа 
подраздео Angiospermae